# Mathilde Lebrequier
Mathilde Lebrequier, née le 2 janvier 1975 à Dieppe, (Seine-Maritime), est une actrice française de télévision, de théâtre et de cinéma.
Mathilde a débuté dans l'univers du spectacle, dès 5 ans. Son père, Jean-Jacques Lebrequier, Professeur et écrivain normand (Arthur H) la photographiait, toute petite fille, pour en créer des bandes photos, " Zoé au petit-déjeuner "... Plusieurs de ces bandes photos ont été éditées, entre autres dans l'Assemblaye, Editions de la Seine, en 1979 et 1980. (Michel Adde).

## Biographie
Mathilde commence par jouer du piano en intégrant l'école nationale de Musique et de Chant. Puis elle intègre l'école internationale de théâtre de Jacques Lecoq.
Après quelques téléfilms comme Le horsain en 1998, elle se fait connaitre dans la 2e saison de la série Plus belle la vie dans le rôle de Alice Jouvenin.
En 2001, elle joue au cinéma dans Filles perdues, cheveux gras aux côtés d'Amira Casar, Marina Foïs, Olivia Bonamy et Charles Berling.
Après un court métrage en 2007, Maël fume (réalisé par François Brunet), elle joue ensuite beaucoup pour la télévision française dans des séries comme Joséphine, ange gardien, Une famille formidable, Alice Nevers, le juge est une femme, Falco, Paris, enquêtes criminelles, Adresse inconnue, La Loi selon Bartoli  ou encore Enquêtes réservées.
Parallèlement, elle joue au théâtre dans Antigone, Roméo et Juliette, Tous ceux qui tombent ou Pluie d'été.

## Filmographie

### Cinéma
- 2002 : Filles perdues, cheveux gras de Claude Duty
- 2015 : On voulait tout casser de Philippe Guillard
- 2018 : Vaurien de Mehdi Senoussi

### Télévision
- 2004 : The Venus Project : Planète
- 2005 : Élodie Bradford (1 épisode) : Karine Delka
- 2005 - 2006 : Plus belle la vie (saison 2) : Alice Jouvenin, maitresse de François Marci
- 2006 : Joséphine, ange gardien (épisode Remue ménage) : Magali
- 2007 : Pas tout de suite... : Joséphine
- 2008 : Joséphine, ange gardien (épisode Au feu la famille) : Cécile
- 2009 : Alice Nevers : Le juge est une femme (saison 6, épisode 6) : Directrice de l'école
- 2010 : Joséphine, ange gardien (épisode Un petit coin de paradis) : DRH du club Marmara
- 2010 : Le Pain du diable : Flora
- 2010 : La loi selon Bartoli (épisode 2)
- 2010 : Vidocq, Le Masque et la Plume : La Plume
- 2010 : De l'encre : Véronique
- 2010 - 2012: Une famille formidable : la femme du nouveau copain de Nicolas Beaumont
- 2012 - 2013 : Enquêtes réservées (saisons 5 et 6) : Catherine Monnereau
- 2012 : Talons aiguilles et bottes de paille (saison 1) : Stéphanie
- 2013 : Famille d'accueil - Faux semblant (saison 11, épisode 2) : Aurélia
- 2013 : Famille d'accueil - Alléluia (saison 11, épisode 9) : Aurélia
- 2013 - 2014 : Vaugand : Pauline Gamblin, avocate
- 2013 - 2016 : Falco (saisons 1, 2, 3 et 4) : Carole
- 2014 : Meurtres à l'abbaye de Rouen : Marianne
- 2014 : Commissaire Magellan (épisode Reflets de Cristal) : Hélène
- 2015 : Mongeville (Saison 2 épisode 2 Un silence de mort) : Belle fille Marsac
- 2015 : Le sang de la vigne (épisode Chaos dans le vin noir) : Hélène Chiche
- 2015 : Cherif (saison 2, 1 épisode) : Mme Casini
- 2015 : Accusé, l'histoire de Martin (saison 1, épisode 3/6) : Virginie, la fleuriste
- 2015 : Joséphine, ange gardien (épisode Légendes d'Armor) : Nolwenn
- 2015 : Caïn (saison 3, épisode 6) : Catherine Carlier
- 2015 : Alice Nevers, le juge est une femme (saison 13, épisode 3)
- 2016 : Camping Paradis (saison 7, épisode 5) : Camille
- 2016 : Clem (saison 6) : Nathalie, mère de Dimitri et Anouchka
- 2017 : Agathe Koltès (Échappée mortelle, saison 1) : Laurence Vigier
- 2018 - 2021 : Léo Matteï, Brigade des mineurs  : Commandant Olivia Lambert (saisons 5 à 8)
- 2018 : Nina (saison 4, épisode 1)
- 2021 : Un homme d'honneur de Julius Berg : Anna
- 2021-2022 : Demain nous appartient : Juliette Couturier (épisodes 916 à 978 ; 1245 à 1262)
- 2024 : Le Voyageur, saison 2, épisode La tentation du mal : Sylviane Houillon

## Théâtre
- 2017 : J'admire l'aisance avec laquelle tu prends des décisions catastrophiques[1],[2], de Jean-Pierre Brouillaud, mise en scène Éric Verdin, Avignon Off Théâtre des 3 Soleils et Tournée.